# Ký hiệu thiên văn

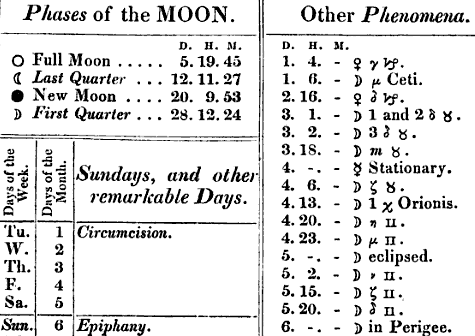
Đoạn trích này từ Niên lịch Hàng hải năm 1833 minh họa việc sử dụng các ký hiệu thiên văn cho các pha Mặt Trăng (phía trên bên trái). Ký hiệu chung cho Mặt Trăng và ký hiệu cho các hành tinh và chòm sao hoàng đạo (phải).

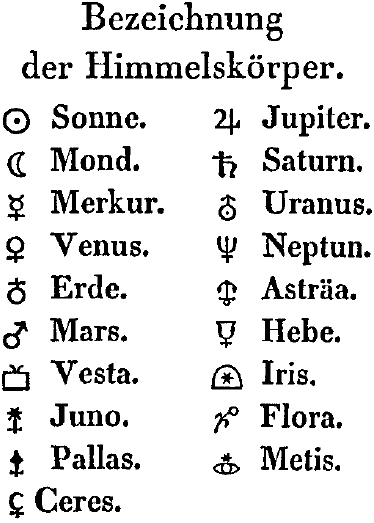
"Tên gọi các thiên thể" trong một cuốn niên giám của Đức in năm 1850, với bốn tiểu hành tinh đầu tiên được sắp xếp là hành tinh, và năm tiểu hành tinh tiếp theo được thêm vào cuối

Ký hiệu thiên văn là những ký hiệu hình ảnh trừu tượng được sử dụng để thể hiện các thiên thể, các cấu trúc lý thuyết và các sự kiện quan sát trong thiên văn học châu Âu. Hình thái sớm nhất của các ký hiệu này xuất hiện trong các văn bản giấy cói của Hy Lạp vào cuối thời cổ đại. Các sổ ghi chép của đế quốc Byzantine trong đó có nhiều văn bản giấy cói được bảo tồn của người Hy Lạp vẫn tiếp tục và mở rộng thêm các ký hiệu thiên văn. Các ký hiệu mới đã được sáng chế để đại diện cho nhiều hành tinh và hành tinh nhỏ được phát hiện vào thế kỷ 18 đến thế kỷ 21.
Các ký hiệu này từng được sử dụng phổ biến bởi các nhà thiên văn học chuyên nghiệp và nghiệp dư, nhà giả kim và nhà chiêm tinh học. Mặc dù chúng vẫn được sử dụng phổ biến trong niên lịch và các ấn phẩm chiêm tinh học, nhưng sự xuất hiện của chúng trong các nghiên cứu và văn bản xuất bản về thiên văn học tương đối hiếm, với một số ngoại lệ như ký hiệu Mặt Trời và Trái Đất xuất hiện trong các hằng số thiên văn và một số cung hoàng đạo nhất định được sử dụng để chỉ các điểm chí và điểm phân.
Unicode đã mã hóa các ký hiệu này, chủ yếu là trong các khối Ký hiệu Khác, khối Ký hiệu và Mũi tên Khác, khối Ký hiệu và Chữ tượng hình Khác và khối Ký hiệu giả kim.

## Ký hiệu của Mặt Trời và Mặt Trăng
Việc sử dụng các ký hiệu thiên văn cho Mặt Trời và Mặt Trăng đã có từ thời cổ đại. Hình thái của các ký hiệu xuất hiện trong văn bản gốc bằng giấy cói của tử vi Hy Lạp là một vòng tròn có một dòng tia () tượng trưng cho Mặt Trời và hình lưỡi liềm tượng trưng cho Mặt Trăng. Ký hiệu hiện đại của Mặt Trời là một vòng tròn có dấu chấm ở giữa (☉), xuất hiện lần đầu ở châu Âu vào thời Phục hưng.

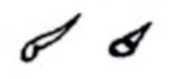
Ký hiệu của Mặt Trời trong các bản thảo cuối thời Cổ điển (thế kỷ 4) và bản thảo Byzantine thời trung cổ (thế kỷ 11)
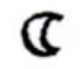
Ký hiệu của Mặt Trăng trong một bản thảo Byzantine thời trung cổ (thế kỷ 11). Sự xuất hiện trong cuối thời Cổ điển cũng tương tự.

Trong văn bản học thuật hiện đại, ký hiệu Mặt Trời được sử dụng cho các hằng số thiên văn liên quan đến Mặt Trời Teff☉ biểu thị nhiệt độ hiệu dụng của Mặt Trời và độ sáng, khối lượng và bán kính của các ngôi sao thường được biểu thị bằng các hằng số Mặt Trời tương ứng (lần lượt là L☉, M☉, and R☉) làm đơn vị đo.
| Thiên thể nói đến | Ký hiệu       | Mã Unicode           | định dạng Unicode | Đại diện cho                                    |
| ----------------- | ------------- | -------------------- | ----------------- | ----------------------------------------------- |
| Mặt Trời          | [ 15 ] [ 16 ] | U+2609 (dec 9737)    | ☉︎                 | Ký hiệu thiên văn                               |
| Mặt Trời          | [ 3 ]         | U+1F71A (dec 128794) | 🜚︎                 | Mặt Trời với một dòng tia                       |
| Mặt Trời          | [ 17 ] [ 18 ] | U+1F31E (dec 127774) | 🌞︎︎                | Khuôn mặt của Mặt Trời hoặc "Mặt Trời lộng lẫy" |

| Thiên thể nói đến          | Ký hiệu              | Mã Unicode           | Định dạng Unicode | Đại diện cho                                                           |
| -------------------------- | -------------------- | -------------------- | ----------------- | ---------------------------------------------------------------------- |
| Mặt Trăng                  | [ 21 ] [ 22 ] [ 23 ] | U+263D (dec 9789)    | ☽︎                 | Trăng lưỡi liềm (bán cầu bắc)                                          |
| Mặt Trăng                  | [ 22 ] [ 23 ]        | U+263E (dec 9790)    | ☾                 | Trăng tàn (bán cầu bắc)                                                |
| Trăng non                  | [ 22 ] [ 23 ]        | U+1F311 (dec 127761) | 🌑︎                | Hoàn toàn tối                                                          |
| Trăng non                  | [ 17 ] [ 24 ] [ 25 ] | U+1F31A (dec 127770) | 🌚︎                | Hoàn toàn tối                                                          |
| Trăng lưỡi liềm đầu tháng  |                      | U+1F312 (dec 127762) | 🌒︎                | Trăng lưỡi liềm (bán cầu bắc)                                          |
| Bán nguyệt đầu tháng       | First-quarter moon   | U+1F313 (dec 127763) | 🌓︎                | Một tuần trong tháng, một nửa mặt có thể nhìn thấy được khi chiếu sáng |
| Bán nguyệt đầu tháng       | hoặc                 | U+1F31B (dec 127771) | 🌛︎︎                | Một tuần trong tháng, một nửa mặt có thể nhìn thấy được khi chiếu sáng |
| Trăng khuyết đầu tháng     |                      | U+1F314 (dec 127764) | 🌔︎                | (bán cầu bắc)                                                          |
| Trăng tròn                 | [ 22 ] [ 23 ]        | U+1F315 (dec 127765) | 🌕︎                | Hoàn toàn chiếu sáng                                                   |
| Trăng tròn                 | [ 17 ] [ 24 ] [ 25 ] | U+1F31D (dec 127773) | 🌝︎︎                | Hoàn toàn chiếu sáng                                                   |
| Trăng khuyết cuối tháng    |                      | U+1F316 (dec 127766) | 🌖︎                | (bán cầu bắc)                                                          |
| Bán nguyệt cuối tháng      | Last-quarter moon    | U+1F317 (dec 127767) | 🌗︎                | Tuần cuối cùng của tháng, nửa còn lại của mặt được chiếu sáng          |
| Bán nguyệt cuối tháng      | hoặc                 | U+1F31C (dec 127772) | 🌜︎︎                | Tuần cuối cùng của tháng, nửa còn lại của mặt được chiếu sáng          |
| Trăng lưỡi liềm cuối tháng |                      | U+1F318 (dec 127768) | 🌘︎                | Trăng tàn (bán cầu bắc)                                                |

## Ký hiệu của các hành tinh

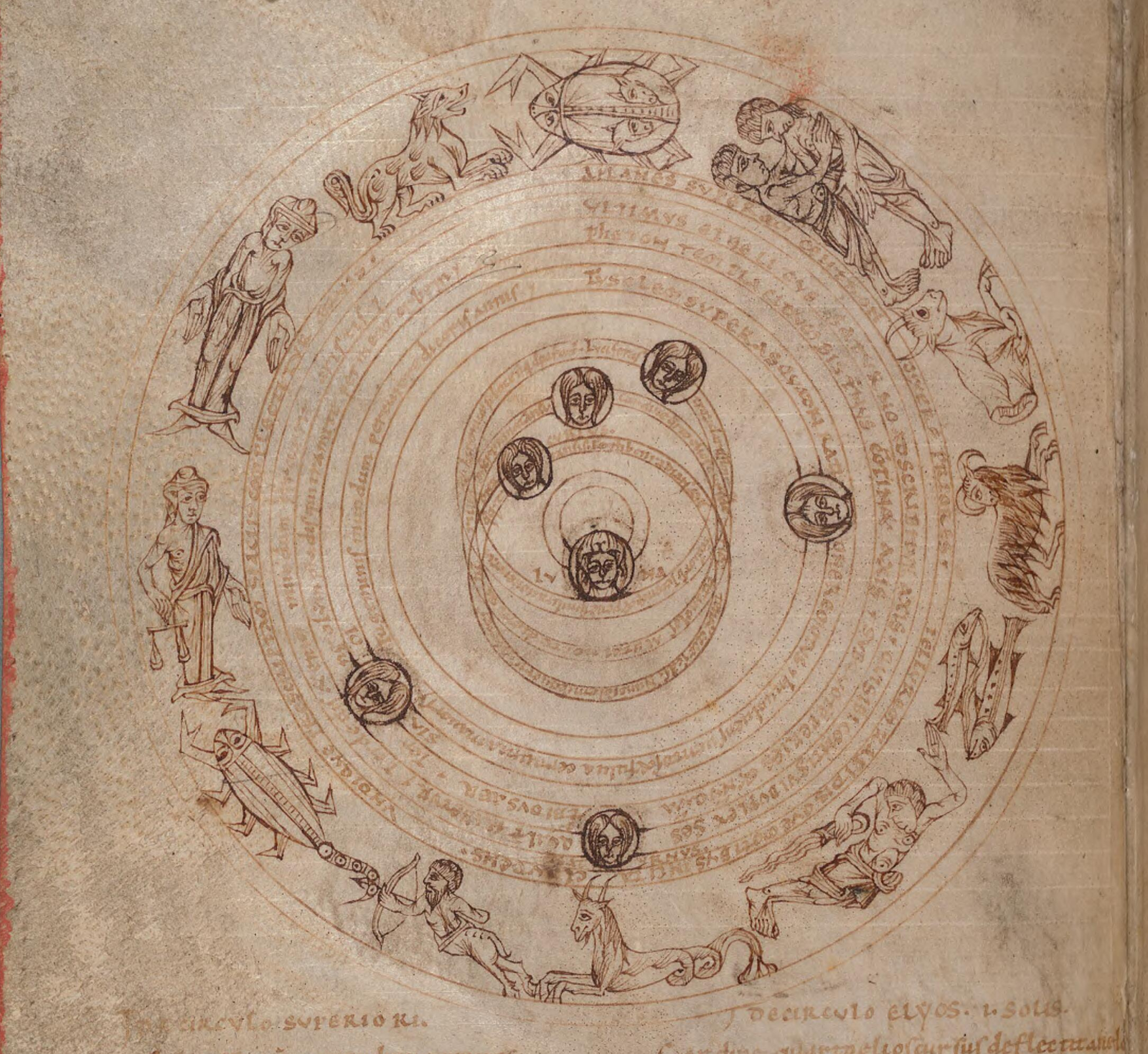
Ảnh mô tả về cung hoàng đạo và các hành tinh cổ điển vào thời trung cổ. Các hành tinh được đại diện bởi bảy khuôn mặt người.

Ký hiệu của các hành tinh cổ điển xuất hiện trong nhiều mật mã Byzantine thời trung cổ, trong đó nhiều lá số tử vi cổ xưa đã được lưu giữ. Các ký hiệu viết về Sao Thuỷ, Sao Kim, Sao Mộc và Sao Thổ bắt nguồn từ các hình thái được tìm thấy trong các văn bản giấy cói của Hy Lạp thời kỳ cuối. Các ký hiệu của Sao Mộc và Sao Thổ được xác định bằng chữ lồng của tên các vị thần Hy Lạp tương ứng, và ký hiệu của Sao Thủy là một cây caduceus cách điệu. Theo Annie Scott Dill Maunder, tiền thân của các ký hiệu hành tinh được sử dụng trong nghệ thuật để đại diện cho các vị thần gắn liền với các hành tinh cổ điển. Bình đồ địa cầu của Bianchini, được nhà triết học Francesco Bianchini phát hiện vào thế kỷ 18 và được chế tạo vào thế kỷ 2, đã chỉ ra rằng sự nhân cách hoá các thần hành tinh của người Hy Lạp được tính trong các phiên bản đầu tiên của ký hiệu hành tinh: Ký hiệu của Sao Thủy là một cây gậy caduceus, Sao Kim là một vòng cổ của nữ thần và một sợi dây có gắn các vòng cổ khác, Sao Hỏa là ngọn giáo, Sao Mộc là cây trượng, Sao Thổ là lưỡi hái, Mặt Trời là một vòng tròn có các dòng tia bắn ra từ nó, Mặt Trăng là một cái mũ đính thêm trăng lưỡi liềm.
Một sơ đồ trong Bản yếu lược Chiêm tinh học thế kỷ 12 của nhà thiên văn học của Đế quốc Byzantine Johannes Kamateros cho thấy ký hiệu Mặt Trời được biểu thị là vòng tròn có một dòng tia, Sao Mộc là chữ Zeta (chữ cái đầu tiên của vị thần Zeus, phiên bản Hy Lạp của vị thần La Mã Jupiter), Sao Hỏa là một tấm khiên có một ngọn giáo bắt chéo, và các hành tinh cổ điển còn lại là các ký hiệu giống với các hành tinh hiện đại, không có dấu chéo ở dưới các phiên bản hiện đại của ký hiệu Sao Thủy và Sao Kim. Những dấu chéo này xuất hiện lần đầu vào khoảng thế kỷ 16. Theo Maunder, việc bổ sung các dấu chữ thập dường như là "một nỗ lực nhằm mang lại nét Cơ đốc giáo đến ký hiệu của các vị thần ngoại giáo trước đây".
Các ký hiệu của Sao Thiên Vương được tạo ra ngay sau khi phát hiện ra nó. Một ký hiệu của Sao Thiên Vương là , do Johann Gottfried Koehler sáng tạo và được Bode tinh chỉnh, nhằm đại diện cho kim loại mới được phát hiện là bạch kim. Vì bạch kim (thường được gọi là vàng trắng) được các nhà hóa học tìm thấy khi pha trộn với sắt, nên ký hiệu của bạch kim kết hợp với ký hiệu thuật giả kim đối với các nguyên tố hành tinh là sắt ♂ và vàng ☉. Một ký hiệu khác , được Joseph Jérôme Lefrançois de Lalande đề xuất vào năm 1784. Trong một lá thư gửi đến người khám phá Sao Thiên Vương là William Herschel, Lalande đã mô tả nó: "un Globe surmonté par la première lettre de votre nom" ("một quả cầu nằm bên dưới chữ cái đầu trong tên của ông"). Ngày nay, ký hiệu của Köhler phổ biến hơn trong giới thiên văn học và ký hiệu của Lalande phổ biến hơn trong giới chiêm tinh học, mặc dù không có gì lạ khi nhìn thấy từng ký hiệu trong văn cảnh khác.
Một số ký hiệu đã được đề xuất cho Sao Hải Vương đi kèm với những cái tên gợi ý cho hành tinh này. Cho rằng mình có quyền đặt tên cho hành tinh mà mình khám phá, Urbain Le Verrier ban đầu đề xuất cái tên Neptune và ký hiệu của hành tinh là một cây đinh ba, trong khi ông lại tuyên bố sai rằng tên gọi này đã được "Bureau des Longitude" của Pháp chính thức công nhận. Vào tháng 10, ông tìm cách đặt tên cho hành tinh này là Le Verrier, và ông nhận được sự ủng hộ trung thành từ giám đốc Đài quan sát là François Arago, người lần lượt đề xuất ký hiệu mới cho hành tinh (). Tuy nhiên, đề xuất này vấp phải sự phản đối gay gắt từ bên ngoài nước Pháp. Niên lịch của Pháp nhanh chóng giới thiệu lại cái tên Herschel cho Sao Thiên Vương, theo tên của nhà thiên văn học William Herschel, và Le Verrier cho hành tinh mới. Giáo sư James Pillans của Đại học Edinburgh đã giữ tên gọi Janus cho hành tinh mới và đề xuất về ký hiệu của hành tinh. Trong khi đó, nhà thiên văn học người Đức gốc Nga Friedrich Georg Wilhelm von Struve đã đặt tên là Neptune cho Viện Hàn lâm Khoa học Saint Petersburg vào ngày 29 tháng 12 năm 1846. Vào tháng 8 năm 1847, "Bureau des Longitude" công bố quyết định tuân theo thông lệ thiên văn phổ biến và áp dụng lựa chọn Neptune, trong đó Arago không dự đến quyết định này.
Hiệp hội Thiên văn Quốc tế (IAU) không khuyến khích việc sử dụng các ký hiệu này trong các bài báo, mặc dù chúng vẫn diễn ra. Trong một vài trường hợp nhất định khi các ký hiệu hành tinh có thể sử dụng, chẳng hạn như trong các tiêu đề của bảng, Bản hướng dẫn thể văn của IAU cho phép một số chữ viết tắt một và (để phân biệt Sao Thủy và Sao Hỏa) đối với tên của các hành tinh.
| Hành tinh       | Tên viết tắt của IAU | Ký hiệu      | Mã Unicode           | Định dạng Unicode | Đại diện cho |
| --------------- | -------------------- | ------------ | -------------------- | ----------------- | --- |
| Sao Thủy        | H, Me                | [15][42]     | U+263F (dec 9791)    | ☿                 | Cây gậy caduceus của vị thần Mercury, với một chữ thập ở dưới.[9]                                                                           |
| Sao Kim         | V                    | [15][42]     | U+2640 (dec 9792)    | ♀                 | Vòng cổ hoặc gương bằng đồng của nữ thần Venus, với một chữ thập ở dưới.[21][42]                                                            |
| Trái Đất        | E                    | [15][42]     | U+1F728 (dec 128808) | 🜨                 | Bốn góc của thế giới chia ra bởi bốn dòng sông xuống từ Eden.[43][a]                                                                        |
| Trái Đất        | E                    | [15][21][22] | U+2641 (dec 9793)    | ♁                 | Cây thánh giá quả cầu. |
| Sao Hỏa         | M, Ma                | [15][42]     | U+2642 (dec 9794)    | ♂                 | Khiên và giáo của vị thần Mars.[21][42] |
| Sao Mộc         | J                    | [15][42]     | U+2643 (dec 9795)    | ♃                 | Chữ zeta với nét được viết tắt (trong tên của Zeus, phiên bản Hy Lạp của vị thần La Mã Jupiter.[9]                                          |
| Sao Thổ         | S                    | [15][42]     | U+2644 (dec 9796)    | ♄                 | Chữ kappa-rho với nét được viết tắt (trong tên của Cronos, phiên bản Hy Lạp của vị thần La Mã Saturn) với một chữ thập.[9]                  |
| Sao Thiên Vương | U                    | [29][30]     | U+26E2 (dec 9954)    | ⛢                 | Ký hiệu của nguyên tố được mô tả gần đây là bạch kim, được tạo ra để thêm ký hiệu cho Sao Thiên Vương.[29][30]                              |
| Sao Thiên Vương | U                    | [22][23][42] | U+2645 (dec 9797)    | ♅                 | Một quả cầu được gắn lên bởi chữ "H"(Theo tên của nhà thiên văn William Herschel, người khám phá ra Sao Thiên Vương).[31]                   |
| Sao Hải Vương   | N                    | [15][23]     | U+2646 (dec 9798)    | ♆                 | Cây đinh ba của vị thần Neptune. |
| Sao Hải Vương   | N                    | [36][42]     | U+2BC9 (dec 11209)   | ⯉                 | Một quả cầu gắn lên bởi các chữ cái "L" và "V" (theo tên của nhà thiên văn học Urbain Le Verrier, người khám phá ra Sao Hải Vương).[36][42] |

## Ký hiệu của các tiểu hành tinh
Sau khi nhà thiên văn học và linh mục Công giáo người Ý Giuseppe Piazzi phát hiện ra Ceres vào năm 1801, một nhóm các nhà thiên văn học đã phê chuẩn cái tên mà Piazzi đề xuất. Vào thời điểm đó, ký hiệu lưỡi hái được chọn làm ký hiệu của hành tinh.
Ký hiệu của 2 Pallas là ngọn giáo của Pallas Athena, được phát minh bởi Nam tước Franz Xaver von Zach, người đã tổ chức một nhóm gồm 24 nhà thiên văn học để tìm kiếm một hành tinh nằm giữa quỹ đạo của Sao Hỏa và Sao Mộc. Ký hiệu này được von Zach giới thiệu vào năm 1802. Trong một lá thư gửi von Zach, nhà khám phá Heinrich Wilhelm Matthäus Olbers (người đã phát hiện và đặt tên cho Pallas) bày tỏ sự tán thành của ông đối với ký hiệu được đề xuất, nhưng mong muốn rằng tay cầm lưỡi hái của Ceres được trang trí bằng một núm chuôi kiếm thay vì một thanh ngang, để phân biệt rõ hơn với ký hiệu của Sao Kim.
Nhà thiên văn học người Đức Karl Ludwig Harding đã tạo ra ký hiệu cho 3 Juno. Harding cũng là người phát hiện ra tiểu hành tinh này vào năm 1804, đã đề xuất tên gọi Juno và sử dụng vương trượng có hình ngôi sao làm ký hiệu thiên văn của nó.
Ký hiệu của 4 Vesta được tạo ra bởi nhà toán học người Đức Carl Friedrich Gauss. Tiến sĩ Olbers, người trước đây đã phát hiện và đặt tên cho 2 Pallas, đã vinh dự Gauss đặt tên cho phát hiện mới nhất của mình. Gauss quyết định đặt tên tiểu hành tinh mới theo tên nữ thần Vesta, đồng thời đưa ra ký hiệu của Vesta (): bàn thờ của nữ thần, với ngọn lửa thiêng đang cháy trên bàn thờ đó. Thay vào đó, các nhà văn đương thời khác sử dụng một ký hiệu phức tạp hơn ().
Karl Ludwig Hencke, nhà thiên văn nghiệp dư người Đức, đã phát hiện thêm hai tiểu hành tinh tiếp theo là 5 Astraea và 6 Hebe. Hencke yêu cầu ký hiệu của 5 Astraea là một mỏ neo lộn ngược. Tuy nhiên, ký hiệu này đôi khi được thay thế bằng ký hiệu cán cân. Gauss đặt tên là 6 Hebe theo yêu cầu của Hencke và chọn chiếc ly rượu làm ký hiệu thiên văn của nó.
Khi có thêm nhiều tiểu hành tinh mới được phát hiện, các nhà thiên văn học tiếp tục gán các ký hiệu cho chúng. Do đó, 7 Iris có ký hiệu là cầu vồng với một ngôi sao, 8 Flora là một đóa hoa, 9 Metis là một con mắt có một ngôi sao, 10 Hygiea là một con rắn thẳng đứng với một ngôi sao trên đầu, 11 Parthenope là một con cá đứng với một ngôi sao, 12 Victoria là một ngôi sao trên đỉnh một cành cây của nguyệt quế, 13 Egeria là một chiếc khiên, 14 Irene là một chim bồ câu ngậm cành ô liu với một ngôi sao trên đầu, 15 Eunomia là một trái tim có gắn một ngôi sao trên đỉnh, 16 Psyche là một đôi cánh bướm có một ngôi sao, 17 Thetis là cá heo có một ngôi sao, 18 Melpomene là một dao găm trên một ngôi sao, và 19 Fortuna là một ngôi sao gắn trên bánh xe của Fortuna.
Johann Franz Encke đã thực hiện một thay đổi lớn trong Niên giám Thiên văn học tại Berlin (BAJ) của Đức năm 1854, xuất bản vào năm 1851. Ông đưa ra các con số được bao quanh thay vì các ký hiệu, mặc dù cách đánh số của ông bắt đầu từ Astraea, bốn tiểu hành tinh đầu tiên tiếp tục được biểu thị bằng các ký hiệu truyền thống của chúng. Sự đổi mới mang tính biểu tượng này đã được cộng đồng thiên văn học áp dụng rất nhanh chóng. Năm 1852, số hiệu của Astraea tăng lên 5, nhưng Ceres đến Vesta không được liệt kê theo số của chúng cho đến khi ấn bản được đăng vào năm 1867. Tạp chí Thiên văn do Benjamin Apthorp Gould biên tập đã áp dụng ký hiệu dạng này, với Ceres đánh số 1 và Astraea đánh số 5. Hình thái này trước đây đã được đề xuất trong một bức thư năm 1850 của Heinrich Christian Schumacher gửi Gauss. Vòng tròn sau đó trở thành một cặp dấu ngoặc đơn và các dấu ngoặc đơn đôi khi bị bỏ qua hoàn toàn trong vài thập kỷ tiếp theo.
Một số tiểu hành tinh đã được những nhà thiên văn phát hiện ra chúng đặt ký hiệu sau khi việc đánh số đã trở nên phổ biến. Các tiểu hành tinh 26 Proserpina, 28 Bellona, 35 Leukothea và 37 Fides đều được phát hiện bởi nhà thiên văn học người Đức Robert Luther, ký hiệu của chúng lần lượt gán cho một quả lựu có một ngôi sao bên trong, một dây roi và một ngọn giáo, một ngọn hải đăng cổ đại, và một cây thánh giá. Những ký hiệu này đã được vẽ trong các báo cáo khám phá. Tiểu hành tinh 29 Amphitrite được đặt tên và một vật có hình lớp vỏ là ký hiệu của nó được gán bởi George Bishop, chủ sở hữu Đài quan sát nơi nhà thiên văn học Albert Marth phát hiện ra nó vào năm 1854, mặc dù ký hiệu này không được nêu trong báo cáo phát hiện.
| Tiểu hành tinh | Ký hiệu              | Mã Unicode                     | Định dạng Unicode | Đại diện cho |
| -------------- | -------------------- | ------------------------------ | ----------------- | --- |
| 1 Ceres        | [ 16 ] [ 22 ] [ 42 ] | U+26B3 (dec 9907)              | ⚳                 | Một lưỡi hái. Trong một vài nét, đây chính là ký hiệu Sao Thổ nhưng bị đảo ngược. |
| 2 Pallas       | [ 46 ]               | U+26B4 (dec 9908)              | ⚴                 | Một ngọn giáo. Trong các phiên bản hiện đại, mũi giáo có hình dạng kim cương rộng hơn hoặc hẹp hơn. Năm 1802, nó có hình dạng một chiếc lá hình dây. Một ký hiệu biến thể là nó có đầu hình tam giác, kết hợp với ký hiệu giả kim của lưu huỳnh. |
| 2 Pallas       | [ 46 ]               | U+26B4 (dec 9908)              | ⚴                 | Một ngọn giáo. Trong các phiên bản hiện đại, mũi giáo có hình dạng kim cương rộng hơn hoặc hẹp hơn. Năm 1802, nó có hình dạng một chiếc lá hình dây. Một ký hiệu biến thể là nó có đầu hình tam giác, kết hợp với ký hiệu giả kim của lưu huỳnh. |
| 3 Juno         | [ 47 ] [ 75 ]        | U+26B5 (dec 9909)              | ⚵                 | Một vương trượng đính thêm một ngôi sao. |
| 3 Juno         | [ 42 ] [ 76 ]        | U+26B5 (dec 9909)              | ⚵                 | Một vương trượng đính thêm một ngôi sao. |
| 4 Vesta        | [ 48 ]               | —                              | —                 | Lò sưởi trong ngôi đền với ngọn lửa thiêng của nữ thần Vesta. Hình thái ban đầu của ký hiệu Vesta là một chiếc hộp với thứ trông giống như sừng của Bạch Dương nằm ở phía trên.                                                                  |
| 4 Vesta        | [ 16 ] [ 54 ] [ 76 ] | —                              | —                 | Một hình thái phức tạp ban đầu là một bàn thờ có đặt một chiếc lư hương đang giữ ngọn lửa thiêng. |
| 4 Vesta        | [ 50 ]               | U+26B6 (dec 9910)              | ⚶                 | Hình thái hiện đại của ký hiệu là chữ cái V được sử dụng trong chiêm tinh học vào thập niên 1970. Nó là chữ cái viết tắt của tên gọi tiểu hành tinh trên.                                                                                        |
| 5 Astraea      | [ 53 ] [ 54 ]        | U+2BD4 (dec 11220)             | ⯔                 | Một mỏ neo nằm lộn ngược. |
| 5 Astraea      | [ 78 ]               | U+2696 (dec 9878)              | ⚖                 | Một cán cân. |
| 6 Hebe         | [ 55 ] [ 79 ] [ 80 ] | U+1F377 (dec 127863)           | 🍷︎                | Một ly rượu. Ban đầu được đặt miệng ly có hình tam giác ∇ lên trên đế ⊥. |
| 6 Hebe         | [ 16 ] [ 42 ] [ 54 ] | U+1F377 (dec 127863)           | 🍷︎                | Một ly rượu. Ban đầu được đặt miệng ly có hình tam giác ∇ lên trên đế ⊥. |
| 7 Iris         | [ 16 ] [ 42 ]        | —                              | —                 | Một cầu vồng với một ngôi sao ở bên trong. |
| 7 Iris         | [ 57 ] [ 65 ]        | —                              | —                 | Một cầu vồng với một ngôi sao ở bên trong. |
| 8 Flora        | [ 16 ] [ 54 ]        | U+2698 (dec 9880)              | ⚘                 | Một đóa hoa. |
| 9 Metis        | [ 16 ] [ 42 ] [ 54 ] | —                              | —                 | Một con mắt với một ngôi sao ở phía trên. |
| 10 Hygiea      | [ 59 ] [ 65 ]        | —                              | —                 | Một con rắn với một ngôi sao (từ Chiếc bát của Hygiea U+1F54F ) |
| 10 Hygiea      | [ 16 ] [ 54 ]        | U+2695 (dec 9877)              | ⚕                 | Gậy của Asclepius. Ký hiệu chiêm tinh học U+2BDA , một gậy caduceus (thường bị nhầm lẫn với Cây gậy của Asclepius trong y học). |
| 11 Parthenope  | [ 16 ] [ 59 ]        | —                              | —                 | Một con cá với một ngôi sao. Đây là hình thái ký hiệu ban đầu từ khoảng thời gian ngắn khi tiểu hành tinh này được biết đến và các nhà thiên văn học vẫn đang sử dụng các ký hiệu mang tính biểu trưng.                                          |
| 11 Parthenope  | [ 78 ]               | —                              | —                 | Một cây đàn lia. Ký hiệu này chỉ xuất hiện trong các tác phẩm tham khảo vào thế kỷ 19, sau này xuất hiện khi các ký hiệu mang tính biểu trưng cho các tiểu hành tinh đã trở nên lỗi thời.                                                        |
| 12 Victoria    | [ 16 ] [ 54 ]        | —                              | —                 | Một ngôi sao với một cành nguyệt quế. |
| 12 Victoria    | [ 82 ]               | —                              | —                 | Một ngôi sao với một cành nguyệt quế. |
| 13 Egeria      | [ 82 ]               | —                              | —                 | Một chiếc khiên nhỏ. |
| 13 Egeria      | [ 65 ]               | —                              | —                 | Một chiếc khiên nhỏ. |
| 14 Irene       | [ 78 ]               | —                              | —                 | Một chú chim bồ câu đang ngậm một cành ô liu trong miệng và một ngôi sao trên đầu nó. |
| 15 Eunomia     | [ 16 ] [ 54 ]        | U+2661 U+20F0 (dec 9825, 8432) | ♡⃰                 | Một trái tim với một ngôi sao ở phía trên. |
| 16 Psyche      | [ 65 ]               | —                              | —                 | Một đôi cánh bướm với một ngôi sao. |
| 17 Thetis      | [ 64 ]               | —                              | —                 | Một chú cá heo và một ngôi sao. |
| 18 Melpomene   | [ 65 ]               | —                              | —                 | Một dao găm gắn trên một ngôi sao. |
| 19 Fortuna     | [ 65 ]               | —                              | —                 | Một ngôi sao nằm phía trên một bánh xe. |
| 26 Proserpina  | [ 70 ]               | —                              | —                 | Một quả lựu với một ngôi sao bên trong nó. |
| 28 Bellona     | [ 71 ]               | —                              | —                 | Roi da của nữ thần (hoặc Sao Mai) và giáo. |
| 29 Amphitrite  | [ 82 ]               | —                              | —                 | Một vật có hình "lớp vỏ" (không đề cập đến ký hiệu ngôi sao). |
| 35 Leukothea   | [ 72 ]               | —                              | —                 | Pharos (ngọn hải đăng thời cổ đại). |
| 37 Fides       | [ 73 ]               | U+271D (dec 10013)             | ✝                 | Một dấu thập Latinh |

## Ký hiệu của các thiên thể bên ngoài Sao Hải Vương
Tên gọi và ký hiệu của Sao Diêm Vương được những người khám phá công bố vào ngày 1 tháng 5 năm 1930. Ký hiệu của Sao Diêm Vương là chữ cái lồng của các chữ cái P-L, có thể được hiểu là viết tắt của tên gọi Pluto hoặc Percival Lowell, nhà thiên văn học đã khởi xướng cuộc tìm kiếm tại Đài thiên văn Lowell để truy tìm một hành tinh nằm ngoài quỹ đạo của Sao Hải Vương. Sao Diêm Vương có ký hiệu thay thế gồm một quả cầu hành tinh phía trên cây gậy của vị thần Pluto, ký hiệu này lại phổ biến trong chiêm tinh học hơn trong thiên văn học và được nhà chiêm tinh học Paul Clancy phổ cập, nhưng đã được NASA sử dụng để gọi Sao Diêm Vương là một hành tinh lùn. Có một số ký hiệu chiêm tinh khác của Sao Diêm Vương được sử dụng tại địa phương. Sao Diêm Vương còn có chữ viết tắt của IAU là P khi nó được coi là hành tinh thứ chín.
| Thiên thể                     | Ký hiệu | Mã Unicode           | Định dạng Unicode | Đại diện cho |
| ----------------------------- | ------- | -------------------- | ----------------- | --- |
| 50000 Quaoar                  | [ 87 ]  | U+1F77E (dec 128894) | 🝾                 | Chữ cái Q từ tên của Quaoar gắn với một chiếc xuồng, được cách điệu giống với nghệ thuật đá sắc của người Tongva.                                                         |
| 90377 Sedna                   | [ 87 ]  | U+2BF2 (dec 11250)   | ⯲                 | Chữ cái lồng của âm tiết Inuktitut đối với chữ "sa" và "n", vì tên gọi Inuit của Sedna là "Sanna" (ᓴᓐᓇ).                                                                  |
| 90482 Orcus                   | [ 87 ]  | U+1F77F (dec 128895) | 🝿                 | Chữ lồng của O-R trong tên của Orcus, được cách điệu để giống với hộp sọ và nụ cười toe toét của cá voi sát thủ.                                                          |
| Sao Diêm Vương (134340 Pluto) | [ 15 ]  | U+2647 (dec 9799)    | ♇                 | Chữ cái lồng P-L trong tên gọi của Sao Diêm Vương và cũng là tên gọi viết tắt của nhà thiên văn học Percival Lowell, người đã từng dự đoán sự tồn tại của Sao Diêm Vương. |
| Sao Diêm Vương (134340 Pluto) | [ 86 ]  | U+2BD3 (dec 11219)   | ⯓                 | Một quả ngọc lựu hành tinh nằm trên cây đinh ba của vị thần Pluto. |
| 136108 Haumea                 | [ 86 ]  | U+1F77B (dec 128891) | 🝻                 | Sự kết hợp trong các bức tranh khắc đá của người Hawaii về người phụ nữ và sinh sản, vì Haumea là nữ thần của cả hai sức mạnh đó.                                         |
| 136199 Eris                   | [ 86 ]  | U+2BF0 (dec 11248)   | ⯰                 | Bàn tay của nữ thần Eris, một ký hiệu truyền thống của chủ nghĩa Discordianism (một tôn giáo thờ nữ thần Eris.                                                            |
| 136472 Makemake               | [ 86 ]  | U+1F77C (dec 128892) | 🝼                 | Mặt chạm khắc của nữ thần ở đảo Phục Sinh Makemake, cũng giống với chữ cái M.                                                                                             |
| 225088 Cung Công              | [ 87 ]  | U+1F77D (dec 128893) | 🝽                 | Chữ Hán 共 (đọc là gòng), trong chữ cái đầu tiên của tên gọi Gonggong, kết hợp với chiếc đuôi rắn.                                                                        |

## Ký hiệu của các chòm sao hoàng đạo

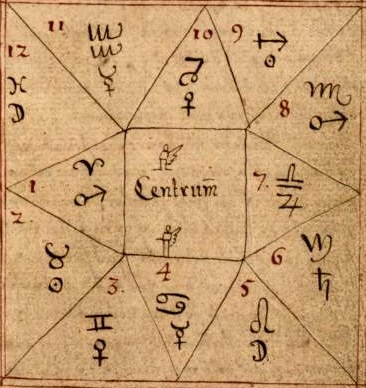
Bản thảo giữa thế kỷ 18 với ký hiệu về các cung hoàng đạo và các hành tinh.

Các ký hiệu cung hoàng đạo có một số cách giải thích về mặt thiên văn học. Tùy thuộc vào ngữ cảnh, ký hiệu cung hoàng đạo có thể biểu thị một chòm sao, một điểm hoặc một khoảng trên mặt phẳng hoàng đạo.
Danh sách các hiện tượng thiên văn được xuất bản trong các niên lịch, đôi khi cũng bao gồm sự liên kết giữa các ngôi sao và hành tinh hoặc Mặt Trăng. Thay vì in ra tên đầy đủ của ngôi sao, một chữ cái Hy Lạp và ký hiệu của chòm sao đôi khi được sử dụng để thay thế tên gọi của chúng. Đường hoàng đạo đôi khi được chia thành 12 dấu hiệu, mỗi dấu hiệu được biểu diễn là một cung phân chia một góc 30°, và thành phần ký hiệu của kinh độ hoàng đạo được đánh số từ 0 đến 11, hoặc ký hiệu cung hoàng đạo tương ứng.
Trong các văn bản thiên văn học hiện đại, tất cả các chòm sao bao gồm cả 12 cung hoàng đạo, đều có chữ viết tắt gồm ba chữ cái đặc biệt đề cập đến các chòm sao hơn là các dấu hiệu hoàng đạo. Các ký hiệu cung hoàng đạo đôi khi cũng được sử dụng để biểu thị các điểm trên đường hoàng đạo, đặc biệt là các điểm chí và điểm phân. Mỗi ký hiệu được coi là đại diện cho "điểm đầu tiên" của mỗi dấu hiệu chứ không phải là vị trí trong chòm sao nhìn thấy được, nơi quan sát được sự thẳng hàng. Do đó, ký hiệu ♈︎ đại diện cho chòm sao Bạch Dương, đại diện cho điểm phân Tháng 3. Ký hiệu ♋︎ là chòm sao Cự Giải, đại diện cho điểm chí Tháng 6. ♎︎ là ký hiệu của Thiên Bình, đại diện cho điểm phân Tháng 9. ♑︎ là ký hiệu của chòm sao Ma Kết, đại diện cho điểm chí Tháng 12.
Mặc dù việc sử dụng các ký hiệu cung hoàng đạo chiêm tinh là rất hiếm, nhưng ký hiệu cụ thể ♈︎ dành cho Bạch Dương là một ngoại lệ. Nó thường được sử dụng trong thiên văn học hiện đại để biểu thị vị trí của điểm tham chiếu chuyển động (chậm) cho hệ tọa độ thiên thể hoàng đạo và xích đạo.
| Chòm sao               | Tên viết tắt của IAU | Số | Vị trí trong chiêm tinh | Ký hiệu           | Dịch                        | Mã Unicode | Định dạng Unicode |
| ---------------------- | -------------------- | -- | ----------------------- | ----------------- | --------------------------- | ---------- | ----------------- |
| Bạch Dương (Aries)     | Ari                  | 0  | 0°                      | Bạch Dương        | Cừu                         | U+2648     | ♈︎                |
| Kim Ngưu (Taurus)      | Tau                  | 1  | 30°                     | Kim Ngưu          | Bò đực                      | U+2649     | ♉︎                |
| Song Tử (Gemini)       | Gem                  | 2  | 60°                     | Song Tử           | Hai anh em/chị em song sinh | U+264A     | ♊︎                |
| Cự Giải (Cancer)       | Cnc                  | 3  | 90°                     | Cự Giải · Cự Giải | Cua                         | U+264B     | ♋︎                |
| Sư Tử (Leo)            | Leo                  | 4  | 120°                    | Sư Tử             | Sư tử                       | U+264C     | ♌︎                |
| Xử Nữ (Virgo)          | Vir                  | 5  | 150°                    | Xử Nữ             | Trinh nữ                    | U+264D     | ♍︎                |
| Thiên Bình (Libra)     | Lib                  | 6  | 180°                    | Thiên Bình        | Cán cân                     | U+264E     | ♎︎                |
| Thiên Yết (Scorpius)   | Sco                  | 7  | 210°                    | Thiên Yết         | Bọ cạp                      | U+264F     | ♏︎                |
| Cung Thủ (Sagittarius) | Sgr                  | 8  | 240°                    | Cung Thủ          | Người bắn tên               | U+2650     | ♐︎                |
| Ma Kết (Capricornus)   | Cap                  | 9  | 270°                    | Ma Kết            | Sừng của con dê biển        | U+2651     | ♑︎                |
| Bảo Bình (Aquarius)    | Aqr                  | 10 | 300°                    | Bảo Bình          | Người cầm bình nước         | U+2652     | ♒︎                |
| Song Ngư (Pisces)      | Psc                  | 11 | 330°                    | Song Ngư          | Hai con cá                  | U+2653     | ♓︎                |
| Xà Phu (Ophiuchus)     | Oph                  | 12 |                         | Xà Phu            | Người chăn rắn              | U+26CE     | ⛎︎                |
Xà Phu được đề xuất bởi nhà chiêm tinh Walter Berg, là dấu hiệu thứ 13 của cung Hoàng Đạo vào năm 1995. Ông đã tạo ra ký hiệu đối với Xà Phu đã trở nên phổ biến ở Nhật Bản

## Các ký hiệu khác
Ký hiệu đối với các góc hợp và điểm nút xuất hiện trong các văn bản thời trung cổ, mặc dù cách sử dụng các ký hiệu giao điểm thời trung cổ và hiện đại có sự khác biệt. Ký hiệu hiện đại của điểm nút lên (☊) trước đây tượng trưng cho điểm nút xuống và ký hiệu hiện đại của điểm nút xuống (☋) được sử dụng đối với điểm nút lên. Khi mô tả các tham số Kepler của một quỹ đạo, ký hiệu ☊ đôi khi được dùng để biểu thị kinh độ hoàng đạo của điểm nút lên, mặc dù người ta thường sử dụng Ω (omega viết hoa và omega viết hoa đảo ngược), và chúng là các ký hiệu thay thế ban đầu về bề mặt in ăn cho các ký hiệu thiên văn.
Ký hiệu cho các góc hợp xuất hiện lần đầu trong mật mã Byzantine. Trong số các ký hiệu đối với năm góc hợp của Ptolemy, chỉ có ba góc hợp được biểu thị và sử dụng trong thiên văn học: giao hội, xung đối và cầu phương.
Ký hiệu của một sao chổi (☄) và một ngôi sao () đã được sử dụng trong các quan trắc thiên văn được xuất bản về các sao chổi. Trong bảng về các quan sát này, ☄ đại diện cho sao chổi đang được thảo luận và  đại diện cho ngôi sao được so sánh liên quan đến phép đo vị trí của sao chổi đã được thực hiện.
| Thiên thể nói đến            | Ký hiệu          | Mã Unicode                      | Định dạng Unicode |
| ---------------------------- | ---------------- | ------------------------------- | ----------------- |
| Điểm nút lên                 | [15][22]         | U+260A (dec 9738)               | ☊                 |
| Điểm nút xuống               | [15][22]         | U+260B (dec 9739)               | ☋                 |
| Giao hội                     | [22][23]         | U+260C (dec 9740)               | ☌                 |
| Xung đối                     | [22][23]         | U+260D (dec 9741)               | ☍                 |
| Che khuất thiên thể          | [99]             | U+1F775 (dec 128885)            | 🝵                 |
| Nguyệt thực                  | [99]             | U+1F776 (dec 128886)            | 🝶                 |
| Cầu phương                   | [22][23]         | U+25A1, U+25FB (dec 9633, 9723) | □ , ◻             |
| Sao chổi                     | [22][82][98]     | U+2604 (dec 9732)               | ☄                 |
| Sao                          | [22][82][98]     | (Thay đổi)[g]                   | ✶ 🞶 ★             |
| Vành đai hành tinh (hiếm có) | [100]            | U+1FA90 (dec 129680)            | 🪐︎                |
| Thiên hà                     | Thiên hà xoắn ốc | —                               | —                 |